# 国道2号出入口
国道2号出入口（こくどうにごうでいりぐち）は、兵庫県神戸市中央区にある阪神高速道路32号新神戸トンネルの出入口および山麓バイパスの入口である。
山麓バイパス東行きは新神戸トンネル南行きと接続していないため、山麓バイパスから国道2号出口を利用することはできない。

## 歴史
- 2006年（平成18年）3月30日 : 新神戸トンネル 当出入口 - 二宮入口/神若出口間開通に伴い、供用開始
- 2012年（平成24年）10月1日 : 新神戸トンネルの管理・運営主体を、神戸市道路公社から阪神高速道路株式会社に移管する

（出典）

## 道路
- 阪神高速32号新神戸トンネル
- 山麓バイパス

## 料金所
当出入口には料金所は設置されていない。32号新神戸トンネルの料金は箕谷料金所、山麓バイパスの料金は天王谷料金所で徴収される。

## 接続する道路
- 国道2号（国道171号重複）
- 阪神高速3号神戸線生田川出入口

### 乗継
ETC車は、32号新神戸トンネル国道2号出入口と3号神戸線生田川出入口との間で、通しの料金で乗り継ぎが可能である。
新神戸トンネルを神戸市道路公社が管理していた時期には、生田川出入口 - 当出入口 - 新神戸トンネル有料道路 - 7号北神戸線箕谷出入口経由で、3号神戸線の大阪方面と7号北神戸線の間に乗継制度が設定されており、ETC利用でない場合、料金を支払う料金所で乗継券を受け取る必要があった（出口での発行ではない）。2010年（平成22年）12月18日に31号神戸山手線が湊川JCTまで開通し、3号神戸線と直結することに伴い、この乗継制度は終了となった。ただし、開通が3ヶ月程前倒しとなった事も有り、ETC車については2011年（平成23年）3月31日まで、1回分の通行料金で阪神高速の両区間に乗れる割引措置が講じられていた。その後も阪神高速と新神戸トンネルを連続利用する際の割引が継続されていたが、2012年10月より新神戸トンネルが神戸市道路公社から阪神高速道路に移管されたことに伴い、ETC通行の場合は通し料金での乗り継ぎが可能になった。

## 隣
阪神高速32号新神戸トンネル（北行き　新神戸トンネル）
国道2号入口 - 二宮入口 - 布引JCT - 箕谷出入口/JCT
阪神高速32号新神戸トンネル（南行き　第2新神戸トンネル）
箕谷出入口/JCT - 新神戸駅出口 - 神若出口 - 国道2号出口
山麓バイパス（西行き　第2布引トンネル）
国道2号入口 - 二宮入口 - 布引JCT - 天王谷IC - 雲雀ヶ丘出入口